# Ignacy Potocki
Roman Ignacy Franciszek Potocki (28. februar 1750 i Radzyń Podlaski – 30. august 1809 i Wien) var en polsk greve, politiker, forfatter og forlægger af adelsslægten Potocki.
Ignacy Potocki studerede teologi og retsvidenskab i Rom, før han i 1772 indtrådte i Komisja Edukacji Narodowej (Kommissionen for det nationale opdragelsesvæsen) i Polen-Litauen. Han sad i dette – verdens første undervisningsministerium – til 1791, hvorefter han hovedsageligt helligede sig udgivelse af lærebøger.
I 1778 modtog han den Hvide Ørns Orden.
Politisk støttede Potocki specielt i de senere år kong Stanislaus 2. August Poniatowski og tilhørte den reformorienterede side.
Han støttede i 1794 Kościuszko Opstanden. Da denne var nedkæmpet blev Potocki fængslet af de russiske myndigheder, men løsladt igen i 1796. Han bosatte sig herefter i Galicien og helligede sig historiske studier.